# Élections législatives de 1993 dans le Pas-de-Calais
Les élections législatives françaises de 1993 se déroulent les 21 et 28 mars 1993. Dans le département du Pas-de-Calais, quatorze députés sont à élire dans le cadre de quatorze circonscriptions.

## Élus
| Circonscription | Député sortant                               | Parti | Parti     | Député élu ou réélu    | Parti | Parti         |
| --------------- | -------------------------------------------- | ----- | --------- | ---------------------- | ----- | ------------- |
| 1re             | Jean-Pierre Defontaine                       |       | MRG       | Jean-Pierre Defontaine |       | MRG           |
| 2e              | André Delehedde                              |       | PS        | Charles Gheerbrant     |       | UDF (CDS)     |
| 3e              | Philippe Vasseur                             |       | UDF (PR)  | Philippe Vasseur       |       | UDF (PR)      |
| 4e              | Léonce Deprez                                |       | UDF (PSD) | Léonce Deprez          |       | UDF (PSD)     |
| 5e              | Guy Lengagne                                 |       | PS        | Jean-Pierre Pont       |       | UDF (CDS)     |
| 6e              | Dominique Dupilet                            |       | PS        | Dominique Dupilet      |       | PS            |
| 7e              | André Capet                                  |       | PS        | Claude Demassieux      |       | RPR           |
| 8e              | Roland Huguet                                |       | PS        | Jean-Jacques Delvaux   |       | RPR           |
| 9e              | Claude Galametz suppléant de Jacques Mellick |       | PS        | Jacques Mellick        |       | PS            |
| 10e             | Serge Janquin                                |       | PS        | Serge Janquin          |       | PS            |
| 11e             | Noël Josèphe                                 |       | PS        | Rémy Auchedé           |       | PCF           |
| 12e             | Jean-Pierre Kucheida                         |       | PS        | Jean-Pierre Kucheida   |       | PS            |
| 13e             | Jean-Claude Bois                             |       | PS        | Jean-Claude Bois       |       | PS            |
| 14e             | Albert Facon                                 |       | PS        | Jean Urbaniak          |       | Divers droite |

## Positionnement des partis
Les candidats d'alliance RPR-UDF et divers droite se présentent sous la bannière de l'Union pour la France et ceux du Parti socialiste derrière l'Alliance des Français pour le Progrès. Par ailleurs, Les Verts et Génération écologie s'unissent sous l'étiquette Entente des écologistes. 

## Résultats

### Résultats à l'échelle du département
| Parti          | Parti                                 | Premier tour | Premier tour | Second tour | Second tour | Sièges |
| Parti          | Parti                                 | Voix         | %            | Voix        | %           | Sièges |
| -------------- | ------------------------------------- | ------------ | ------------ | ----------- | ----------- | ------ |
|                | Union pour la démocratie française    | 101 859      | 14,51        | 101 062     | 18,06       | 4      |
|                | Rassemblement pour la République      | 75 505       | 10,76        | 120 904     | 21,61       | 2      |
|                | Divers droite                         | 57 026       | 8,13         | 24 271      | 4,34        | 1      |
|                | Union pour la France                  | 234 390      | 33,40        | 246 237     | 44,01       | 7      |
|                |                                       |              |              |             |             |        |
|                | Parti socialiste                      | 177 433      | 25,28        | 252 260     | 45,09       | 5      |
|                | Mouvement des radicaux de gauche      | 16 194       | 2,31         | 28 448      | 5,08        | 1      |
|                | Alliance des Français pour le progrès | 193 627      | 27,59        | 280 708     | 50,17       | 6      |
|                |                                       |              |              |             |             |        |
|                | Les Verts                             | 18 846       | 2,69         |             |             | 0      |
|                | Génération écologie                   | 17 021       | 2,43         | 0           |             |        |
|                | Entente des écologistes               | 35 867       | 5,11         |             |             | 0      |
|                |                                       |              |              |             |             |        |
|                | Parti communiste français             | 113 882      | 16,23        | 32 556      | 5,82        | 1      |
|                | Front national                        | 71 536       | 10,19        |             |             | 0      |
|                | Le Trèfle - Les nouveaux écologistes  | 31 968       | 4,55         | 0           |             |        |
|                | Divers                                | 12 263       | 1,75         | 0           |             |        |
|                | Extrême gauche dont LO                | 8 325        | 1,19         | 0           |             |        |
|                |                                       |              |              |             |             |        |
| Inscrits       | Inscrits                              | 1 008 262    | 100,00       | 939 115     | 100,00      | 14     |
| Abstentions    | Abstentions                           | 262 818      | 26,07        | 293 590     | 31,26       |        |
| Votants        | Votants                               | 745 444      | 73,93        | 645 525     | 68,74       |        |
| Blancs et nuls | Blancs et nuls                        | 43 586       | 5,85         | 86 024      | 13,33       |        |
| Exprimés       | Exprimés                              | 701 858      | 94,15        | 559 501     | 86,67       |        |

### Résultats par circonscription

#### Première circonscription (Arras-Bapaume)
| Candidat       | Candidat                             | Parti          | Premier tour | Premier tour | Second tour | Second tour |  |
| Candidat       | Candidat                             | Parti          | Voix         | %            | Voix        | %           |  |
| -------------- | ------------------------------------ | -------------- | ------------ | ------------ | ----------- | ----------- |  |
|                | Jean-Pierre Defontaine sortant réélu | MRG (ADFP)     | 16 194       | 29,94        | 28 448      | 52,69       |  |
|                | Jean Weppe                           | RPR (UPF)      | 15 156       | 28,02        | 25 544      | 47,31       |  |
|                | Gérard Pavy                          | Divers droite  | 7 877        | 14,56        |             |             |  |
|                | Michel Lanoy                         | FN             | 5 736        | 10,61        |             |             |  |
|                | Lucien Capron                        | PCF            | 3 720        | 6,88         |             |             |  |
|                | Luc Blanckaert                       | Les Verts (EÉ) | 2 910        | 5,38         |             |             |  |
|                | Patricia Roches                      | LT-LNÉ         | 2 492        | 4,61         |             |             |  |
|                |                                      |                |              |              |             |             |  |
| Inscrits       | Inscrits                             | Inscrits       | 75 124       | 100,00       | 75 128      | 100,00      |  |
| Abstentions    | Abstentions                          | Abstentions    | 17 421       | 23,19        | 16 548      | 22,03       |  |
| Votants        | Votants                              | Votants        | 57 703       | 76,81        | 58 580      | 77,97       |  |
| Blancs et nuls | Blancs et nuls                       | Blancs et nuls | 3 618        | 6,27         | 4 588       | 7,83        |  |
| Exprimés       | Exprimés                             | Exprimés       | 54 085       | 93,73        | 53 992      | 92,17       |  |

#### Deuxième circonscription (Arras-Nord)
| Candidat       | Candidat                         | Parti          | Premier tour | Premier tour | Second tour | Second tour |  |
| Candidat       | Candidat                         | Parti          | Voix         | %            | Voix        | %           |  |
| -------------- | -------------------------------- | -------------- | ------------ | ------------ | ----------- | ----------- |  |
|                | Charles Gheerbrant élu           | UDF (UPF)      | 16 273       | 32,88        | 25 704      | 52,9        |  |
|                | Jean-Marie Alexandre             | PS (ADFP)      | 10 871       | 21,97        | 22 889      | 47,1        |  |
|                | Martial Stienne                  | PCF            | 8 428        | 17,03        |             |             |  |
|                | François Porteu de La Morandière | FN             | 6 143        | 12,41        |             |             |  |
|                | Alain Bailleul                   | GÉ (EÉ)        | 3 034        | 6,13         |             |             |  |
|                | Ariette Arribert                 | LT-LNÉ         | 2 082        | 4,21         |             |             |  |
|                | Patrick Dermaux                  | Divers droite  | 1 977        | 3,99         |             |             |  |
|                | Jean-Luc Yacine                  | MDD            | 531          | 1,07         |             |             |  |
|                | Joël Vasseur                     | Extrême gauche | 152          | 0,31         |             |             |  |
|                |                                  |                |              |              |             |             |  |
| Inscrits       | Inscrits                         | Inscrits       | 69 449       | 100,00       | 69 449      | 100,00      |  |
| Abstentions    | Abstentions                      | Abstentions    | 16 578       | 23,87        | 16 277      | 23,44       |  |
| Votants        | Votants                          | Votants        | 52 871       | 76,13        | 53 172      | 76,56       |  |
| Blancs et nuls | Blancs et nuls                   | Blancs et nuls | 3 380        | 6,39         | 4 579       | 8,61        |  |
| Exprimés       | Exprimés                         | Exprimés       | 49 491       | 93,61        | 48 593      | 91,39       |  |

#### Troisième  circonscription (Fruges)
|                | Philippe Vasseur sortant réélu | UDF (PR)       | 29 252 | 54,19  |  |  |  |
|                | Cécile Locqueville             | PS (ADFP)      | 11 870 | 21,99  |  |  |  |
|                | Luc Jouret                     | PCF            | 4 140  | 7,67   |  |  |  |
|                | Micheline Boudringhin          | FN             | 4 051  | 7,5    |  |  |  |
|                | Robert Denduyer                | Les Verts (EÉ) | 2 660  | 4,93   |  |  |  |
|                | Françoise Blanc                | LT-LNÉ         | 2 009  | 3,72   |  |  |  |
|                |                                |                |        |        |  |  |  |
| Inscrits       | Inscrits                       | Inscrits       | 69 083 | 100,00 |  |  |  |
| Abstentions    | Abstentions                    | Abstentions    | 11 938 | 17,28  |  |  |  |
| Votants        | Votants                        | Votants        | 57 145 | 82,72  |  |  |  |
| Blancs et nuls | Blancs et nuls                 | Blancs et nuls | 3 163  | 5,54   |  |  |  |
| Exprimés       | Exprimés                       | Exprimés       | 53 982 | 94,46  |  |  |  |

#### Quatrième circonscription (Montreuil)
| Candidat       | Candidat                    | Parti          | Premier tour | Premier tour | Second tour | Second tour |  |
| Candidat       | Candidat                    | Parti          | Voix         | %            | Voix        | %           |  |
| -------------- | --------------------------- | -------------- | ------------ | ------------ | ----------- | ----------- |  |
|                | Léonce Deprez sortant réélu | UDF (PSD)      | 24 689       | 48,14        | 31 353      | 61,9        |  |
|                | Jean-Marie Krajewski        | PS (ADFP)      | 12 204       | 23,8         | 19 300      | 38,1        |  |
|                | Francis Petit               | FN             | 4 075        | 7,95         |             |             |  |
|                | Didier Fremaux              | CPNT           | 3 897        | 7,6          |             |             |  |
|                | Georges Baillet             | PCF            | 3 032        | 5,91         |             |             |  |
|                | Patrick Poulet              | Les Verts (EÉ) | 1 929        | 3,76         |             |             |  |
|                | Hélène Cuvelier             | LT-LNÉ         | 1 460        | 2,85         |             |             |  |
|                |                             |                |              |              |             |             |  |
| Inscrits       | Inscrits                    | Inscrits       | 71 865       | 100,00       | 71 859      | 100,00      |  |
| Abstentions    | Abstentions                 | Abstentions    | 18 230       | 25,37        | 18 458      | 25,69       |  |
| Votants        | Votants                     | Votants        | 53 635       | 74,63        | 53 401      | 74,31       |  |
| Blancs et nuls | Blancs et nuls              | Blancs et nuls | 2 349        | 4,38         | 2 748       | 5,15        |  |
| Exprimés       | Exprimés                    | Exprimés       | 51 286       | 95,62        | 50 653      | 94,85       |  |

#### Cinquième circonscription (Boulogne-sur-Mer)
| Candidat       | Candidat             | Parti          | Premier tour | Premier tour | Second tour | Second tour |  |
| Candidat       | Candidat             | Parti          | Voix         | %            | Voix        | %           |  |
| -------------- | -------------------- | -------------- | ------------ | ------------ | ----------- | ----------- |  |
|                | Guy Lengagne sortant | PS (ADFP)      | 11 383       | 28,81        | 18 792      | 47,99       |  |
|                | Jean-Pierre Pont élu | UDF (CDS)      | 11 316       | 28,64        | 20 367      | 52,01       |  |
|                | Jean-Claude Juda     | PCF            | 6 546        | 16,57        |             |             |  |
|                | Guy Molliens         | FN             | 3 656        | 9,25         |             |             |  |
|                | Jacques Girard       | Divers droite  | 2 673        | 6,77         |             |             |  |
|                | Pierre Geneau        | Les Verts (EÉ) | 1 992        | 5,04         |             |             |  |
|                | Renée Vinet          | LT-LNÉ         | 1 944        | 4,92         |             |             |  |
|                |                      |                |              |              |             |             |  |
| Inscrits       | Inscrits             | Inscrits       | 60 515       | 100,00       | 60 514      | 100,00      |  |
| Abstentions    | Abstentions          | Abstentions    | 18 624       | 30,78        | 18 189      | 30,06       |  |
| Votants        | Votants              | Votants        | 41 891       | 69,22        | 42 325      | 69,94       |  |
| Blancs et nuls | Blancs et nuls       | Blancs et nuls | 2 381        | 5,68         | 3 166       | 7,48        |  |
| Exprimés       | Exprimés             | Exprimés       | 39 510       | 94,32        | 39 159      | 92,52       |  |

#### Sixième circonscription (Guînes)
| Candidat       | Candidat                        | Parti               | Premier tour | Premier tour | Second tour | Second tour |  |
| Candidat       | Candidat                        | Parti               | Voix         | %            | Voix        | %           |  |
| -------------- | ------------------------------- | ------------------- | ------------ | ------------ | ----------- | ----------- |  |
|                | Dominique Dupilet sortant réélu | PS (ADFP)           | 15 841       | 35,7         | 23 696      | 53,63       |  |
|                | René Lapôtre                    | Divers droite (UPF) | 11 129       | 25,08        | 20 492      | 46,37       |  |
|                | Michel Sajot                    | PCF                 | 4 536        | 10,22        |             |             |  |
|                | Jacques Fourny                  | FN                  | 4 250        | 9,58         |             |             |  |
|                | Annie Wable                     | Divers droite       | 3 724        | 8,39         |             |             |  |
|                | Michel Hamy                     | GÉ (EÉ)             | 2 310        | 5,21         |             |             |  |
|                | Gislaine Borowczak              | LT-LNÉ              | 1 566        | 3,53         |             |             |  |
|                | Dominique Buridant              | Divers droite       | 1 020        | 2,3          |             |             |  |
|                |                                 |                     |              |              |             |             |  |
| Inscrits       | Inscrits                        | Inscrits            | 67 899       | 100,00       | 67 854      | 100,00      |  |
| Abstentions    | Abstentions                     | Abstentions         | 21 185       | 31,2         | 20 827      | 30,69       |  |
| Votants        | Votants                         | Votants             | 46 714       | 68,8         | 47 027      | 69,31       |  |
| Blancs et nuls | Blancs et nuls                  | Blancs et nuls      | 2 338        | 5            | 2 839       | 6,04        |  |
| Exprimés       | Exprimés                        | Exprimés            | 44 376       | 95           | 44 188      | 93,96       |  |

#### Septième circonscription (Calais)
| Candidat       | Candidat                | Parti          | Premier tour | Premier tour | Second tour | Second tour |  |
| Candidat       | Candidat                | Parti          | Voix         | %            | Voix        | %           |  |
| -------------- | ----------------------- | -------------- | ------------ | ------------ | ----------- | ----------- |  |
|                | Claude Demassieux élu   | RPR (UPF)      | 15 522       | 31,78        | 25 164      | 52,29       |  |
|                | André Capet sortant     | PS (ADFP)      | 10 883       | 22,28        | 22 964      | 47,71       |  |
|                | Jean-Jacques Barthe     | PCF            | 9 900        | 20,27        | Retrait     | Retrait     |  |
|                | Éric Besson-Imbert      | FN             | 4 445        | 9,1          |             |             |  |
|                | Jean-Marc Ben           | Les Verts (EÉ) | 3 060        | 6,27         |             |             |  |
|                | Jean-Claude Beauvillain | Divers droite  | 2 781        | 5,69         |             |             |  |
|                | Jacqueline Larregola    | LT-LNÉ         | 2 247        | 4,6          |             |             |  |
|                |                         |                |              |              |             |             |  |
| Inscrits       | Inscrits                | Inscrits       | 76 315       | 100,00       | 76 314      | 100,00      |  |
| Abstentions    | Abstentions             | Abstentions    | 24 295       | 31,84        | 24 302      | 31,84       |  |
| Votants        | Votants                 | Votants        | 52 020       | 68,16        | 52 012      | 68,16       |  |
| Blancs et nuls | Blancs et nuls          | Blancs et nuls | 3 182        | 6,12         | 3 884       | 7,47        |  |
| Exprimés       | Exprimés                | Exprimés       | 48 838       | 93,88        | 48 128      | 92,53       |  |

#### Huitième circonscription (Saint-Omer)
| Candidat       | Candidat                 | Parti          | Premier tour | Premier tour | Second tour | Second tour |  |
| Candidat       | Candidat                 | Parti          | Voix         | %            | Voix        | %           |  |
| -------------- | ------------------------ | -------------- | ------------ | ------------ | ----------- | ----------- |  |
|                | Jean-Jacques Delvaux élu | RPR (UPF)      | 19 535       | 42,36        | 24 787      | 53,01       |  |
|                | Michel Lefait            | PS (ADFP)      | 14 631       | 31,73        | 21 973      | 46,99       |  |
|                | Frédéric Lorthiois       | FN             | 3 894        | 8,44         |             |             |  |
|                | Jacques Cailliau         | GÉ (EÉ)        | 2 327        | 5,05         |             |             |  |
|                | Laurent Portemont        | PCF            | 1 986        | 4,31         |             |             |  |
|                | Philippe Pichon          | LO             | 1 927        | 4,18         |             |             |  |
|                | Christian Costes         | LT-LNÉ         | 1 815        | 3,94         |             |             |  |
|                |                          |                |              |              |             |             |  |
| Inscrits       | Inscrits                 | Inscrits       | 63 086       | 100,00       | 63 078      | 100,00      |  |
| Abstentions    | Abstentions              | Abstentions    | 13 886       | 22,01        | 13 395      | 21,24       |  |
| Votants        | Votants                  | Votants        | 49 200       | 77,99        | 49 683      | 78,76       |  |
| Blancs et nuls | Blancs et nuls           | Blancs et nuls | 3 085        | 6,27         | 2 923       | 5,88        |  |
| Exprimés       | Exprimés                 | Exprimés       | 46 115       | 93,73        | 46 760      | 94,12       |  |

#### Neuvième circonscription (Béthune)
| Candidat       | Candidat                      | Parti          | Premier tour | Premier tour | Second tour | Second tour |  |
| Candidat       | Candidat                      | Parti          | Voix         | %            | Voix        | %           |  |
| -------------- | ----------------------------- | -------------- | ------------ | ------------ | ----------- | ----------- |  |
|                | Jacques Mellick sortant réélu | PS (ADFP)      | 20 267       | 36,63        | 29 759      | 54,43       |  |
|                | André Flajolet                | RPR (UPF)      | 17 452       | 31,54        | 24 917      | 45,57       |  |
|                | Lucien Andries                | PCF            | 7 824        | 14,14        |             |             |  |
|                | José Sawras                   | FN             | 4 316        | 7,8          |             |             |  |
|                | Serge Pacheka                 | Les Verts (EÉ) | 2 489        | 4,5          |             |             |  |
|                | Irène Champeil                | LT-LNÉ         | 2 356        | 4,26         |             |             |  |
|                | Zygmond Krzcink               | Divers droite  | 627          | 1,13         |             |             |  |
|                | Marcel Trolle                 | Divers droite  | 0            | 0            |             |             |  |
|                |                               |                |              |              |             |             |  |
| Inscrits       | Inscrits                      | Inscrits       | 75 802       | 100,00       | 75 798      | 100,00      |  |
| Abstentions    | Abstentions                   | Abstentions    | 17 135       | 22,6         | 16 968      | 22,39       |  |
| Votants        | Votants                       | Votants        | 58 667       | 77,4         | 58 830      | 77,61       |  |
| Blancs et nuls | Blancs et nuls                | Blancs et nuls | 3 336        | 5,69         | 4 154       | 7,06        |  |
| Exprimés       | Exprimés                      | Exprimés       | 55 331       | 94,31        | 54 676      | 92,94       |  |

#### Dixième circonscription (Bruay-la-Buissière)
| Candidat       | Candidat                    | Parti          | Premier tour | Premier tour | Second tour | Second tour |  |
| Candidat       | Candidat                    | Parti          | Voix         | %            | Voix        | %           |  |
| -------------- | --------------------------- | -------------- | ------------ | ------------ | ----------- | ----------- |  |
|                | Serge Janquin sortant réélu | PS (ADFP)      | 13 992       | 27,85        | 23 865      | 100,00      |  |
|                | Jean-Luc Bécart             | PCF            | 13 449       | 26,77        | Retrait     | Retrait     |  |
|                | Daniel Mouton               | RPR (UPF)      | 7 840        | 15,61        |             |             |  |
|                | Jean-Paul Depret            | FN             | 4 437        | 8,83         |             |             |  |
|                | Franck Gluszak              | GÉ (EÉ)        | 2 766        | 5,51         |             |             |  |
|                | Jean-Marc Lehut             | Divers droite  | 2 623        | 5,22         |             |             |  |
|                | Mireille Petit              | LT-LNÉ         | 2 239        | 4,46         |             |             |  |
|                | Jean Dagouneau              | Divers droite  | 1 928        | 3,84         |             |             |  |
|                | Jacques Kmieciak            | Extrême gauche | 966          | 1,92         |             |             |  |
|                |                             |                |              |              |             |             |  |
| Inscrits       | Inscrits                    | Inscrits       | 73 594       | 100,00       | 73 590      | 100,00      |  |
| Abstentions    | Abstentions                 | Abstentions    | 19 768       | 26,86        | 34 868      | 47,38       |  |
| Votants        | Votants                     | Votants        | 53 826       | 73,14        | 38 722      | 52,62       |  |
| Blancs et nuls | Blancs et nuls              | Blancs et nuls | 3 586        | 6,66         | 14 857      | 38,37       |  |
| Exprimés       | Exprimés                    | Exprimés       | 50 240       | 93,34        | 23 865      | 61,63       |  |

#### Onzième circonscription (Carvin)
| Candidat       | Candidat             | Parti          | Premier tour | Premier tour | Second tour | Second tour |  |
| Candidat       | Candidat             | Parti          | Voix         | %            | Voix        | %           |  |
| -------------- | -------------------- | -------------- | ------------ | ------------ | ----------- | ----------- |  |
|                | Rémy Auchedé élu     | PCF            | 15 714       | 26,16        | 32 556      | 57,94       |  |
|                | Noël Josèphe sortant | PS (ADFP)      | 13 700       | 22,81        | Retrait     | Retrait     |  |
|                | Dominique Josien     | UDF (Rad)      | 13 169       | 21,93        | 23 638      | 42,06       |  |
|                | Éric Iorio           | FN             | 7 723        | 12,86        |             |             |  |
|                | Gilles Pennequin     | GÉ (EÉ)        | 3 912        | 6,51         |             |             |  |
|                | Évelyne Dubois       | LT-LNÉ         | 3 599        | 5,99         |             |             |  |
|                | Nadine Pinochet      | LO             | 1 557        | 2,59         |             |             |  |
|                | Guy Legrand          | Divers         | 687          | 1,14         |             |             |  |
|                |                      |                |              |              |             |             |  |
| Inscrits       | Inscrits             | Inscrits       | 86 265       | 100,00       | 86 265      | 100,00      |  |
| Abstentions    | Abstentions          | Abstentions    | 21 770       | 25,24        | 23 906      | 27,71       |  |
| Votants        | Votants              | Votants        | 64 495       | 74,76        | 62 359      | 72,29       |  |
| Blancs et nuls | Blancs et nuls       | Blancs et nuls | 4 434        | 6,87         | 6 165       | 9,89        |  |
| Exprimés       | Exprimés             | Exprimés       | 60 061       | 93,13        | 56 194      | 90,11       |  |

#### Douzième circonscription (Liévin)
| Candidat       | Candidat                           | Parti          | Premier tour | Premier tour | Second tour | Second tour |  |
| Candidat       | Candidat                           | Parti          | Voix         | %            | Voix        | %           |  |
| -------------- | ---------------------------------- | -------------- | ------------ | ------------ | ----------- | ----------- |  |
|                | Jean-Pierre Kucheida sortant réélu | PS (ADFP)      | 16 084       | 31           | 24 673      | 100,00      |  |
|                | Jacques Robitail                   | PCF            | 12 530       | 24,15        | Retrait     | Retrait     |  |
|                | Bernard Urbaniak                   | Divers centre  | 7 148        | 13,78        |             |             |  |
|                | Geneviève Poklepa                  | FN             | 5 194        | 10,01        |             |             |  |
|                | Jean-Marc Sergent                  | Divers droite  | 4 412        | 8,5          |             |             |  |
|                | Jean-Philippe Pouillaude           | LT-LNÉ         | 3 119        | 6,01         |             |             |  |
|                | Daniel Ludwikowski                 | Les Verts (EÉ) | 2 036        | 3,92         |             |             |  |
|                | Josiane Dubois                     | LO             | 1 365        | 2,63         |             |             |  |
|                |                                    |                |              |              |             |             |  |
| Inscrits       | Inscrits                           | Inscrits       | 76 359       | 100,00       | 76 360      | 100,00      |  |
| Abstentions    | Abstentions                        | Abstentions    | 21 090       | 27,62        | 34 023      | 44,56       |  |
| Votants        | Votants                            | Votants        | 55 269       | 72,38        | 42 337      | 55,44       |  |
| Blancs et nuls | Blancs et nuls                     | Blancs et nuls | 3 381        | 6,12         | 17 664      | 41,72       |  |
| Exprimés       | Exprimés                           | Exprimés       | 51 888       | 93,88        | 24 673      | 58,28       |  |

#### Treizième circonscription (Lens)
| Candidat       | Candidat                       | Parti          | Premier tour | Premier tour | Second tour | Second tour |  |
| Candidat       | Candidat                       | Parti          | Voix         | %            | Voix        | %           |  |
| -------------- | ------------------------------ | -------------- | ------------ | ------------ | ----------- | ----------- |  |
|                | Jean-Claude Bois sortant réélu | PS (ADFP)      | 13 614       | 28,91        | 23 398      | 100,00      |  |
|                | Gilbert Rolos                  | PCF            | 9 985        | 21,2         | Retrait     | Retrait     |  |
|                | Michel Roger                   | UDF (CDS)      | 7 160        | 15,21        |             |             |  |
|                | Francis Wattez                 | FN             | 6 720        | 14,27        |             |             |  |
|                | Maurice Chevalier              | Divers droite  | 2 881        | 6,12         |             |             |  |
|                | Jean-François Caron            | GÉ (EÉ)        | 2 672        | 5,67         |             |             |  |
|                | Clémence Pannecoucke           | LT-LNÉ         | 2 669        | 5,67         |             |             |  |
|                | Catherine Adamus               | LO             | 1 388        | 2,95         |             |             |  |
|                |                                |                |              |              |             |             |  |
| Inscrits       | Inscrits                       | Inscrits       | 70 756       | 100,00       | 70 756      | 100,00      |  |
| Abstentions    | Abstentions                    | Abstentions    | 20 706       | 29,26        | 33 128      | 46,82       |  |
| Votants        | Votants                        | Votants        | 50 050       | 70,74        | 37 628      | 53,18       |  |
| Blancs et nuls | Blancs et nuls                 | Blancs et nuls | 2 961        | 5,92         | 14 230      | 37,82       |  |
| Exprimés       | Exprimés                       | Exprimés       | 47 089       | 94,08        | 23 398      | 62,18       |  |

#### Quatorzième circonscription (Hénin-Beaumont)
| Candidat       | Candidat             | Parti               | Premier tour | Premier tour | Second tour | Second tour |  |
| Candidat       | Candidat             | Parti               | Voix         | %            | Voix        | %           |  |
| -------------- | -------------------- | ------------------- | ------------ | ------------ | ----------- | ----------- |  |
|                | Jean Urbaniak élu    | Divers droite (UPF) | 13 374       | 26,98        | 24 271      | 53,67       |  |
|                | Albert Facon sortant | PS (ADFP)           | 12 093       | 24,4         | 20 951      | 46,33       |  |
|                | Yves Coquelle        | PCF                 | 12 092       | 24,4         | Retrait     | Retrait     |  |
|                | Raymond Demailly     | FN                  | 6 896        | 13,91        |             |             |  |
|                | Claudine Corriette   | LT-LNÉ              | 2 371        | 4,78         |             |             |  |
|                | Philippe Degroeve    | Les Verts (EÉ)      | 1 770        | 3,57         |             |             |  |
|                | Roberto Bertomeu     | LO                  | 970          | 1,96         |             |             |  |
|                |                      |                     |              |              |             |             |  |
| Inscrits       | Inscrits             | Inscrits            | 72 150       | 100,00       | 72 150      | 100,00      |  |
| Abstentions    | Abstentions          | Abstentions         | 20 192       | 27,99        | 22 701      | 31,46       |  |
| Votants        | Votants              | Votants             | 51 958       | 72,01        | 49 449      | 68,54       |  |
| Blancs et nuls | Blancs et nuls       | Blancs et nuls      | 2 392        | 4,6          | 4 227       | 8,55        |  |
| Exprimés       | Exprimés             | Exprimés            | 49 566       | 95,4         | 45 222      | 91,45       |  |